# Narciso Parigi
Narciso Parigi (Campi Bisenzio, 29 novembre 1927 – Firenze, 25 gennaio 2020) è stato un cantante e attore italiano.

## Biografia
Esponente di spicco della scuola degli stornellatori toscani a cavallo degli anni 1940 e 1950, è uno degli interpreti più amati dal pubblico radiofonico.
Esordì a Radio Firenze nel 1944 sotto la direzione del maestro Lamberto Ariani, affermandosi in breve tempo come "cantante della radio" con le varie orchestre Rai (quelle dirette da Guido Cergoli e Nello Segurini), e in particolare con la formazione di Francesco Ferrari, con la quale collaborò dal 1945 al 1965 (seguendola quando si trasferì a Roma nel 1948).
Il suo repertorio, inizialmente impostato su tipici stornelli o su brani dalla costruzione simile a quella delle stornellate, si apre progressivamente a un repertorio classicamente melodico. Nel 1955 partecipa al Festival di Sanremo con Incantatella in coppia con Claudio Villa e Ci ciu ci cantava un usignol, insieme con Natalino Otto e i Radio Boys destinata a diventare un successo internazionale. Nel 1957 è tra i protagonisti di “Voci e volti della fortuna”, il programma radiotelevisivo precursore di “Canzonissima” e abbinato alla Lotteria di Capodanno. Nel 1960 in coppia con Luciano Rondinella vince il Festival internazionale di Firenze con Rondini fiorentine e nel 1962 torna sul palcoscenico sanremese con Vita, in coppia con Giorgio Consolini.
Considerato uno dei più popolari interpreti della canzone italiana degli anni cinquanta si avvale di uno stile asciutto e sobrio che non abusa di abbellimenti e tenta di colpire direttamente l'attenzione dell’ascoltatore. Il merito è anche di una perfetta dizione e di una tecnica vocale particolare, acquisita proprio nella lunga esperienza di stornellatore, che lo porta a far emergere le sfumature della melodia lasciando che la voce scivoli via come si fa sui doppi sensi degli stornelli. Non canta soltanto stornelli, ma si cimenta con i motivi più in voga di quegli anni facendosi apprezzare per il modo spontaneo e coinvolgente che lo caratterizza.
Oltre ad aver dato un decisivo contributo alla canzone italiana con Angelina, Prigioniero d'un sogno, Tango del mare, Io t'ho incontrata a Napoli e Terra straniera, fu un punto di riferimento per il repertorio fiorentino e un simbolo del capoluogo toscano anche grazie all'inno O Fiorentina (1956).
Nel 1963 partecipa al Festival di Napoli insieme con Nunzio Gallo con il brano Annamaria classificandosi terzo. Alla stessa manifestazione presenta anche 'A stessa Maria accoppiato a Mario Abbate e 'A fenesta 'e rimpetto insieme con Maria Paris. Quest'ultimo brano, però, non verrà mai inciso su disco.
Sposatosi con Fiorella Allegrini, nel 1957 divenne padre di Daniela, nel 1958 di Stefano Menotti e nel 1965 di Andrea.
Tra gli anni cinquanta e i primi sessanta prese parte a vari film come Terra straniera di Sergio Corbucci (1952) e Gagliardi e pupe di Roberto Bianchi Montero (1958).
Numerosi i premi (come la Maschera d'oro nel '58) ricevuti per una carriera che lo impegnò a lungo, tra tournée e trasmissioni televisive, anche negli Stati Uniti. 
Dal 1996 al 2002 è ospite fisso nella trasmissione televisiva Ci vediamo in TV condotta da Paolo Limiti. Nel 2001 è ospite, con Carla Boni e Mario Trevi, alla trasmissione Mezzogiorno in famiglia.
Pur avendo dimostrato, in particolare nel periodo in cui canta con l'Orchestra Ferrari, di cavarsela egregiamente anche con la canzone ritmica di derivazione jazz, Narciso Parigi si mantiene fedele alla canzone italiana classica. La sua scelta è destinata a non modificarsi neppure quando altri suoi colleghi, di fronte all'irrompere di nuove mode si adeguano. E quando in Italia la fedeltà alla melodia non è particolarmente apprezzata lui cerca fortuna fuori dai confini nazionali. Se vuoi imparare l'inglese ascolta i dischi di Frank Sinatra. Se vuoi imparare l'italiano ascolta i dischi di Narciso Parigi. Non è solo uno slogan promozionale che usavano i loro impresari americani per promuovere i dischi ma una frase che da sempre ha accompagnato la carriera di Narciso Parigi. Nelle sue tournée in America, Parigi ha cantato accompagnato da musicisti del calibro di Earl Hines e Jack Teagarden (entrambi del sestetto di Louis Armstrong), concerti che lo hanno visto attraversare Stati Uniti, Canada, Russia e Giappone. Oltre cinquemila i brani incisi e collaborazioni che abbracciano Dean Martin, Frank Sinatra, Mina, Irma Carlon, Nilla Pizzi, Iva Zanicchi.
Il 6 aprile 2006, presso la sala de' Dugento in Palazzo Vecchio a Firenze, viene presentata la biografia di Narciso Parigi scritta da Giovanni Ballerini con la presentazione di Paolo Limiti edita dalla Semper Editrice. Presente lo stesso cantante, moltissimi ospiti e amici. "Più di trecento pagine per rendere omaggio a un protagonista della canzone, a un toscano che con il suo canto e la sua innata eleganza nel calcare la scena ha affascinato tante generazioni. In Italia e all’estero. In questo libro di Giovanni Ballerini –prefazione di Paolo Limiti- troverete schede sulla produzione musicale, su quella radiofonica e cinematografica, foto d’annata e persino una breve rassegna stampa dedicata a Narciso Parigi, ma soprattutto uno scrigno pieno di ricordi e considerazioni che non aspetta altro che essere aperto". Titolo: "Narciso Parigi - Il senso della musica e della vita per un toscano d'altri tempi".
13 marzo 2007, presso il Campidoglio, sala del Carroccio, presentazione della biografia di Narciso Parigi introdotta da Dario Salvatori.
Il 25 marzo 2012, nel giorno del Capodanno fiorentino, presso la Sala delle Adunanze dell'Accademia delle arti del disegno a Firenze, Narciso Parigi riceve il "Premio delle Arti 2011 dei Fiorentini nel Mondo" per la categoria delle Arti sonore.
Il 6 maggio 2017 al Teatrodante Carlo Monni di Campi Bisenzio, la sezione soci dell'Unicoop Firenze conferisce a Narciso Parigi una targa onoraria.
Il 25 settembre 2017 nella Sala Barile di Palazzo Panciatichi, il Presidente del Consiglio Regionale della Toscana Eugenio Giani con la presenza di Narciso Parigi, annuncia in conferenza stampa la festa che il Consiglio di Quartiere 3 del Comune di Firenze vuole organizzare per onorare l'artista nell'anno del suo 90º compleanno.
Il 29 settembre 2017, nella Biblioteca Comunale della Villa del Bandino, il Presidente del Quartiere 3 del Comune di Firenze Alfredo Esposito conferisce a Narciso Parigi una targa onoraria mentre il vicepresidente della ACF Fiorentina Gino Salica regala a Narciso una maglia della squadra viola con il nome personalizzato e il numero 90.
Il 29 novembre 2017, giorno dei suoi 90 anni, nella Sala della Musica della Fondazione Franco Zeffirelli, il sindaco di Firenze Dario Nardella conferisce a Narciso Parigi l'onoranza de il Fiorino d'oro.
Il 30 novembre 2017, durante la sesta edizione della Hall of Fame Viola organizzata da Museo Fiorentina e ACF Fiorentina presso l'Auditorium Cosimo Ridolfi di Banca CR Firenze, Narciso Parigi viene ancora festeggiato per i suoi 90 anni da Pantaleo Corvino e dall'amico ed ex calciatore Giancarlo Antognoni.
Il 3 febbraio 2018, Narciso Parigi viene nominato Cavaliere Ordinario dell'Ordine di Parte Guelfa.
Il 23 novembre 2018 viene presentato in conferenza stampa a Palazzo Vecchio dalla Presidente della Commissione Cultura Maria Federica Giuliani, il progetto discografico ideato da Narciso Parigi e dal giovane cantante emergente Lorenzo Andreaggi dal titolo: “Italia, America e ritorno”.
Il 28 novembre 2018 nella Sala d'Arme di Palazzo Vecchio, Narciso Parigi partecipa ad un incontro in suo onore (evento presentato da Giancarlo Passarella), dando così l'inizio alla produzione discografica ideata insieme a Loreno Andreaggi dal titolo Italia, America e ritorno, CD con 17 brani scritti per la maggior parte da Parigi e cantati da Andreaggi con la partecipazione di molti artisti tra cui Stefano Bollani, Irene Grandi, Saverio Lanza, Fabio Armiliato, Antonio Aiazzi dei Litfiba e Alessandro Finazzo e Marco Bachi della Bandabardò. Il disco, uscito il 13 novembre 2020 edito da Egea Music, è finanziato dalla Fondazione ACF Fiorentina, prodotto da Sergio Salaorni dello Studio Larione 10 e curato dalla direzione artistica dello stesso Parigi.
Il 14 febbraio 2019 all'ICLAB - Intercultural Creativity LABoratory di Firenze, viene consegnato a Narciso Parigi il Premio artistico-letterario "Ponte Vecchio".
Il 29 novembre 2019, giorno dei suoi 92 anni, al Teatrodante Carlo Monni, la giunta comunale di Campi Bisenzio conferisce a Narciso Parigi la più alta onorificenza cittadina alla presenza del sindaco Emiliano Fossi: il "Premio Levriero Città di Campi". Durante l'occasione è stata inaugurata una sala del teatro dedicata al maestro: la "Sala Narciso Parigi".
Il 25 gennaio 2020 è morto nella sua casa sulle colline fiorentine a 92 anni. Dopo i funerali, tenutisi presso la basilica della Santissima Annunziata, è stato sepolto nel Cimitero delle Porte Sante.

## Vita privata
È stato un collezionista di opere d'arte: possedeva dipinti di artisti italiani e stranieri contemporanei.

## Filmografia

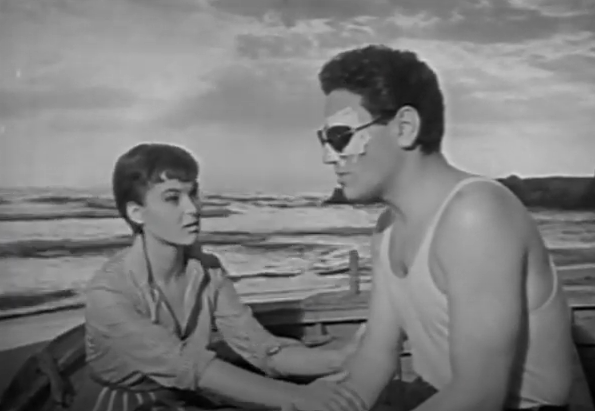
Narciso Parigi con Mirella Uberti in una scena del film Acque amare (1954)

- Terra straniera, regia di Sergio Corbucci (1954)
- La prigioniera di Amalfi, regia di Giorgio Cristallini (1954)
- Acque amare, regia di Sergio Corbucci (1954)
- Baracca e burattini, regia di Sergio Corbucci (1954)
- Assi alla ribalta, regia di Ferdinando Baldi e Giorgio Cristallini (1954)
- Ricordami, regia di Ferdinando Baldi (1955)
- La porta dei sogni, regia di Angelo D'Alessandro (1955)
- La catena dell'odio, regia di Piero Costa (1955)
- I vagabondi delle stelle, regia di Nino Stresa (1956)
- Amarti è il mio destino, regia di Ferdinando Baldi (1957)
- Gagliardi e pupe, regia di Roberto Bianchi Montero (1958)
- Good bye Firenze (Arrivederci Firenze), regia di Rate Furlan (1958)
- Napoleone a Firenze, regia di Piero Pierotti (1964)
- Anche i ladri hanno un santo, regia di Giampiero Tartagni (1981)
- I laureati, regia di Leonardo Pieraccioni (1995)
- Uscio e bottega, regia di Marco Daffra (2014)
- Narciso Parigi - A song lasting a life, regia di Lorenzo Andreaggi (2015)

## Doppiatori
- Giancarlo Sbragia in Acque amare